# Ethylgermaniumtrichlorid
Ethylgermaniumtrichlorid ist eine chemische Verbindung aus der Gruppe der germaniumorganischen Verbindungen.

## Gewinnung und Darstellung
Ethylgermaniumtrichlorid kann durch Reaktion von Germanium(IV)-chlorid mit Tetraethylzinn gewonnen werden.
Die Verbindung kann auch durch Reaktion von Ethylchlorid mit Germanium und Kupfer dargestellt werden.

## Eigenschaften
Ethylgermaniumtrichlorid ist eine farblose Flüssigkeit, die mit Wasser reagiert.

## Verwendung
Ethylgermaniumtrichlorid kann als Polymerisationskatalysator verwendet werden.